# Dicranopteron emersoni
Dicranopteron emersoni är en tvåvingeart som beskrevs av Borgmeier 1970. Dicranopteron emersoni ingår i släktet Dicranopteron och familjen puckelflugor. Inga underarter finns listade i Catalogue of Life.